# David Ramard
David Ramard, né le 3 février 1978 à Tours, est un athlète français, spécialiste des courses de fond.
Il évolue notamment sur le 5 000 m, le 10 000 m, le semi-marathon, le marathon ou encore le cross-country.

## Biographie
David Ramard a réalisé son record personnel du marathon en 2006 lors du Marathon de Paris en 2 h 10 min 52 s.
Il évolue au club de l'ASPTT Tours, en Indre-et-Loire, après avoir été licencié à l'AS Saint-Junien et l'Athlétic Trois Tours.

## Palmarès

### Championnats d'Europe d'athlétisme
- Championnats d'Europe d'athlétisme 2006 à Göteborg (Suède)
  - 21e du marathon en 2 h 17 min 23 s

### Divers
- Champion de France espoir du 5000 m, du 10 km route et de semi-marathon en 2000
- 3e des championnats de France de semi-marathon en 2002
- 7e des championnats de France du 10 km route en 2002
- 5e des championnats de France du 10 km route en 2003
- 4e des championnats de France du 10 km route en 2004
- Champion d'Europe de cross par équipes en 2004 24e individuel
- 3e des championnats de France du 10 km route en 2005
- Champion de France de semi-marathon en 2005
- Champion du Limousin de cross-country en 2005
- 7e des championnats de France de cross-country (cross court) en 2006
- 11e et 1er Français du Marathon de Paris en 2006
- 14e et 1er Français du Marathon de Francfort en 2007 en 2 h 12 min 49 s
- Vainqueur du Marathon du Médoc en 2008
- Champion du Centre de cross-country en 2009
- Vainqueur des interrégionaux centre-ouest de cross-country en 2009
- 3e des championnats de France de semi-marathon en 2009
- 54e des championnats du Monde de semi-marathon en 2009
- 10 sélections en équipe de France

## Records
- 1 500 m : 3 min 49 s
- 3 000 m : 7 min 57 s 02
- 5 000 m : 13 min 48 s 70
- 10 000 m : 29 min 02 s
- 10 km route : 28 min 22 s
- Semi-marathon : 1 h 02 min 46 s
- Marathon : 2 h 10 min 52 s